# Inman Nunatak
Inman Nunatak är en nunatak i Antarktis. Den ligger i Västantarktis. Inget land gör anspråk på området. Toppen på Inman Nunatak är 481 meter över havet.
Terrängen runt Inman Nunatak är lite kuperad. Trakten är obefolkad. Det finns inga samhällen i närheten.